# Masters of the Universe (2026)
Masters of the Universe é um futuro filme americano de fantasia e aventura dirigido por Travis Knight a partir de um roteiro de Chris Butler. Este será o segundo filme baseado na linha de brinquedos da Mattel, depois do filme de 1987 de mesmo nome.
Masters of the Universe está agendado para ser lançado em 5 de junho de 2026 nos Estados Unidos, pela Amazon MGM Studios.

## Sinopse
Um órfão chamado Adam descobre que é um príncipe destinado a ser o salvador de uma terra distante e deve aprender rapidamente sobre seu poder e a importância de salvar seu verdadeiro lar de uma força do mal.

## Elenco
- Nicholas Galitzine como Príncipe Adam / He-Man
- Camila Mendes como Teela
- Jared Leto como Esqueleto
- Alison Brie como Malígna
- Idris Elba como Mentor
- Sam C. Wilson como Mandíbula
- Hafthór Júlíus Björnsson como Homem Fera
- Kojo Attah como Tri-Klops

## Produção

### Desenvolvimento
Um reboot de Masters of the Universe dirigido por John Woo e produzido pela Fox 2000 Pictures, foi anunciado em 2004. Mas o estúdio desistiu do filme em novembro de 2006.
Em 24 de maio de 2007, foi anunciado que a Warner Bros., Joel Silver e a Silver Pictures produziriam o filme, com um roteiro de Justin Marks.
Em 29 de janeiro de 2009, foi anunciado que John Stevenson dirigiria o filme, com o roteiro sendo reescrito por Evan Daugherty.
Em 23 de setembro de 2009, a Sony Pictures assumiu os direitos de produção do filme depois que a Mattel e o produtor Joel Silver não concordaram com a direção criativa do filme. A Sony e Todd Black, Jason Blumenthal e Steve Tisch, da Escape Artists, iriam começar a desenvolver o projeto do zero para a Columbia Pictures. Em abril de 2010, a Sony contratou os roteiristas Mike Finch e Alex Litvak para escreverem um novo roteiro.
No final de 2012, foi relatado que Jon M. Chu estava em negociações para dirigir o filme. O ator original de He-Man, Dolph Lundgren, deu uma entrevista ao IGN sobre um possível papel no filme como Rei Randor. Em 12 de outubro de 2012, Richard Wenk foi contratado para reescrever o roteiro do filme. Em 28 de março de 2013, Chu disse que o filme ainda estava no início do desenvolvimento e que seria uma história de origem. Em 7 de outubro, o The Hollywood Reporter informou que Terry Rossio escreveria o roteiro e que o filme seria ambientado em Eternia, com Chu não sendo mais o diretor.
Em 10 de janeiro de 2014, Schmoes Know informou que Joe Cornish, Rian Johnson, Andrés Muschietti, as duplas Kirk DeMicco e Chris Sanders, e Phil Lord e Chris Miller, estavam em negociações para dirigir o filme. Em 26 de fevereiro, foi relatado que os diretores Mike Cahill, Jeff Wadlow, Harald Zwart e Chris McKay também estavam em consideração para dirigir. Em 9 de abril, Schmoes Know informou que Wadlow dirigiria o filme, mas o The Hollywood Reporter disse que na verdade ele estaria reescrevendo o roteiro do filme.
Em 19 de agosto de 2015, foi anunciado que Christopher Yost havia sido contratado para escrever o filme.
Em 22 de janeiro de 2016, o Deadline informou que McG dirigiria o filme e também supervisionaria uma reescrita do último roteiro de Alex Litvak e Mike Finch, enquanto DeVon Franklin se juntou como produtor. Em 24 de junho de 2016, Kellan Lutz disse que havia agendado uma reunião com McG e Mary Viola sobre o papel de He-Man. Em 27 de abril de 2017, foi anunciado que o filme seria lançado em 18 de dezembro de 2019. Ao mesmo tempo, McG deixou o filme e David S. Goyer foi contratado para reescrever o roteiro.
Em dezembro de 2017, foi relatado que Goyer estava definido para não apenas escrever, mas também dirigir o filme. Em fevereiro de 2018, a Variety informou que Goyer havia decidido se afastar como diretor para se concentrar em outros projetos, mas ele permaneceria como produtor executivo e roteirista e o estúdio disse estar muito feliz com o roteiro que ele entregou e estava se reunindo com possíveis substitutos. Carlos Huante, um designer de criaturas e ex-artista da Industrial Light and Magic que também trabalhou no desenho original da Filmation, foi contratado por Goyer para trabalhar em seu filme, no entanto, em entrevista, Huante disse que a Sony sentiu que o roteiro de Goyer seria muito caro para ser produzido, pois Goyer pretendia que o filme estivesse na escala épica da trilogia de O Senhor dos Anéis e que suas ideias para o filme não seriam mais usadas.
Em abril de 2018, a Variety informou que a dupla Aaron e Adam Nee dirigiria o filme. Em janeiro de 2019, Art Marcum e Matt Holloway foram contratados e foi anunciado que eles escreveriam um novo rascunho do roteiro. As filmagens do filme estavam programadas para começarem em meados de julho de 2019 em Praga. Em 20 de março de 2019, foi relatado que Noah Centineo havia sido escalado para interpretar He-Man. A Sony então anunciou que a data de lançamento do filme seria adiada para 5 de março de 2021. Em janeiro de 2020, o filme foi retirado do calendário de lançamentos da Sony, com sua data de lançamento de março preenchida por Uncharted. Em abril de 2021, foi relatado que Centineo havia deixado o filme, deixando vago o papel de He-Man. Em 28 de janeiro de 2022, foi anunciado que a Netflix havia adquirido oficialmente o filme da Sony e que Kyle Allen interpretaria He-Man. Também foi revelado que David Callaham havia escrito um novo roteiro com os irmãos Nee. Em julho de 2023, a Netflix cancelou o filme, depois de gastar US$ 30 milhões no desenvolvimento, alegando preocupações orçamentárias, levando a Mattel a procurar um novo comprador. Allen também acabou deixando o filme.
Em novembro de 2023, foi revelado que a Amazon MGM Studios pretendia comprar os direitos do filme.
Em fevereiro de 2024, foi anunciado que Travis Knight estava em negociações finais para se tornar o novo diretor do filme, com Chris Butler contratado para reescrever o roteiro. Em maio de 2024, foi oficialmente confirmado que Knight dirigiria o filme para a Amazon MGM. No mesmo mês, Nicholas Galitzine foi escalado como He-Man, substituindo Allen.  Em agosto, Camila Mendes se juntou ao elenco do filme como Teela. Em setembro, Alison Brie se juntou ao elenco como a antagonista Evil-Lyn. Jared Leto recebeu a oferta do papel de Skeletor. Em novembro, Idris Elba se juntou ao elenco como Man-At-Arms. Em dezembro, Leto foi confirmado como Skeletor, com Sam C. Wilson como Trap Jaw, Hafthor Bjornsson como Goat Man e Kojo Attah como Tri-Klops.

#### Filmagens
As filmagens começaram em 2025, em Londres. As filmagens do filme estavam originalmente programadas para o verão de 2022 nos Estados Unidos, sendo anteriormente adiadas para 2023.

## Lançamento
Masters of the Universe está agendado para ser lançado em 5 de junho de 2026 nos Estados Unidos, pela Amazon MGM Studios. Ele foi provisoriamente previsto para ser lançado em 18 de dezembro de 2019 e 5 de março de 2021 nos Estados Unidos.